# USS Fort Worth (LCS-3)
El USS Fort Worth (LCS-3) es un buque de combate litoral de la clase Freedom de la Armada de los Estados Unidos.

## Construcción
Fue construido por el Marinette Marine Corp. (Wisconsin), siendo colocada su quilla en julio de 2010. Fue botado su casco en diciembre de 2010. Fue asignado en septiembre de 2012.
En marzo de 2022 la US Navy decidió retirar del servicio para 2023 a todos los buques de combate litoral de la clase Freedom con fin de ahorrar 3,6 de billones de dólares.